# Rockstar (chanson de Nickelback)
 (octobre 2013).
Si vous disposez d'ouvrages ou d'articles de référence ou si vous connaissez des sites web de qualité traitant du thème abordé ici, merci de compléter l'article en donnant les références utiles à sa vérifiabilité et en les liant à la section « Notes et références ».
Pour les articles homonymes, voir Rockstar.
Singles de Nickelback
Far Away
(2006) If Everyone Cared 
(2006)
Pistes de All the Right Reasons
Someone That You're With
Rockstar est un single du groupe canadien Nickelback, sorti en 2006, le cinquième issu de l’album All the Right Reasons. Le texte parlé entre chaque couplet est dit par Billy Gibbons du groupe ZZ Top.
Plusieurs célébrités font une apparition dans le clip de Rockstar, notamment Billy Gibbons, Ted Nugent, Gene Simmons, Kid Rock, Chuck Liddell, Dale Earnhardt, Jr., Eliza Dushku, Nelly Furtado ou Taryn Manning.

## Liste des pistes
Maxi-Single
1. Rockstar (Album Version) - 4 min 15 s
2. Rockstar (Clean Version) - 4 min 15 s
3. Never Again (Live in Atlanta) - 4 min 16 s
4. Photograph (Live in Atlanta) -  4 min 38 s
5. Rockstar (clip)

## Certifications
| Pays              | Certification | Unités certifiées |
| ----------------- | ------------- | ----------------- |
| Royaume-Uni (BPI) | 2 × Platine   | 1 200 000         |